# Cyphalonotus elongatus
Cyphalonotus elongatus là một loài nhện trong họ Araneidae.
Loài này thuộc chi Cyphalonotus. Cyphalonotus elongatus được Chang-Min Yin, Peng & Jia-Fu Wang miêu tả năm 1994.